# Estádio Cornélio de Barros
O Estádio Municipal Cornélio de Barros Muniz e Sá, popularmente conhecido como Salgueirão ou simplesmente Cornélio de Barros, é um estádio de futebol, construído para eventos corporativos locais e de lazer, e principalmente partidas de futebol do Salgueiro Atlético Clube, seu antigo mandante. Localizado no município de Salgueiro, no sertão de Pernambuco, o estádio é pertencente a Prefeitura Municipal de Salgueiro, que administra e gere o estádio.
Reinaugurado no dia 18 de janeiro de 2012, após reformas pra ampliar os estádio, pelo fato do Salgueiro ter conseguido acesso para a Série B do Campeonato Brasileiro em 2011 e atender os requisitos mínimos da CBF, o estádio Cornélio de Barros tornou-se palco de histórias inesquecíveis para o torcedor do Salgueiro. Nos últimos quatro anos, o salgueirense viu o clube da cidade evoluir e se firmar como a principal força do interior de Pernambuco.
No inicio de 2022, o estádio sofre grandes danos estruturais e tem seu gramado alagado, devido a fortes chuvas no em quase todo estado de Pernambuco. A intensa chuva no município, alagou completamente o gramado que fez o sistema de drenagem não suportar o volume, o que fez toda a imediação do estádio ser inundada.
Em 2024, enfrentando uma crise financeira e outros problemas administrativos, o Salgueiro homologou sua desistência junto a Federação Pernambucana, a sua saída do estadual daquele ano. Dessa forma, o clube foi rebaixado para a terceira divisão estadual e o estádio não teve mais uso em competições oficiais. Atualmente, o estádio encontrasse em pleno abandono e constata a necessidade de reformas no estádio, após vistorias.